# Staré Město (district de Frýdek-Místek)
Pour les articles homonymes, voir Stare Mesto.
Staré Město (en allemand : Altstadt) est une commune du district de Frýdek-Místek, dans la région de Moravie-Silésie, en Tchéquie. Sa population s'élevait à 1 465 habitants en 2021.

## Géographie
Staré Město est arrosée par la Morávka et se trouve immédiatement au sud de Frýdek-Místek, à 19 km au sud-est d'Ostrava et à 286 km à l'est-sud-est de Prague.
La commune est limitée par Frýdek-Místek à l'ouest et au nord, par Dobrá au nord-est, par Skalice, quartier exclavé de Frýdek-Místek à l'est, par Baška au sud.

## Histoire
La première mention écrite de la localité date de 1305.

## Transports
Par la route, Staré Město se trouve à 3 km du centre de Frýdek-Místek, à 22 km d'Ostrava et à 371 km de Prague.